# Tuukka Kaukoniemi
Tuukka Kaukoniemi (Oulu, 22 novembre 1985) è un ex sciatore alpino finlandese.

## Biografia
Attivo in gare FIS dal dicembre del 2000, Kaukoniemi esordì in Coppa Europa il 1º dicembre 2004 a Levi in slalom gigante e in Coppa del Mondo il 12 novembre 2006 nella medesima località in slalom speciale, in entrambi i casi senza completare la prova. Ai Mondiali di Åre 2007, sua unica presenza iridata, si classificò 4º nella gara a squadre e non completò lo slalom speciale; il 5 dicembre dello stesso anno ottenne a Geilo in slalom gigante il miglior piazzamento in Coppa Europa (11º).
Il 10 gennaio 2009 prese per l'ultima volta il via in Coppa del Mondo, ad Adelboden in slalom gigante senza completare la prova (non portò a termine nessuna delle 11 gare nel massimo circuito cui prese parte). Si ritirò al termine della stagione 2008-2009 e la sua ultima gara fu lo slalom speciale dei Campionati finlandesi 2009, disputato il 3 aprile a Yllästunturi e non completato da Kaukoniemi.

## Palmarès

### Coppa Europa
- Miglior piazzamento in classifica generale: 122º nel 2008